# Pintarič
Pintarič je 148. najbolj pogost priimek v Sloveniji, ki ga je po podatkih Statističnega urada Republike Slovenije na dan 31. decembra 2007 uporabljalo 1.068 oseb, na dan 1. januarja 2010 pa 1.075 oseb in je med vsemi priimki po pogostosti uporabe zavzemal 147. mesto. 

## Znani nosilci priimka
- Andrej Pintarič (1957—2020), bobnar (Lačni Franz)
- Branko Pintarič (*1967), gledališki ustvarjalec, otroški pisatelj, pesnik
- Ivan Pintarič (1910—1988), zdravnik ortoped, travmatolog
- Ivan Pintarič (1930—2010),  pravnik, bibliotekar
- Matija Pintarič (*1989), hokejist
- Miha Pintarič (*1963), literarni zgodovinar - romanist, pesnik, esejist, univ. profesor za starejšo francosko književnost
- Primož Pintarič (*1974), kegljač
- Robert Pintarič (*1965), kolesar
- Žana Pintarič (*2004), športnica lokostrelka